# クリンメリ＝メノー駅
クリンメリ＝メノー駅（クリンメリ＝メノーえき、フランス語: Gare de Krimmeri-Meinau）は、フランス・ストラスブールのメノー区域及びヌドルフ区域の境界に位置する、ストラスブール - ストラスブール・ポール・デュ・ラン線（ドイツ・ケール方面）の駅である。
グランテスト地域圏急行鉄道（TER）網に属するフランス国鉄の駅である。

## 利用可能な鉄道路線

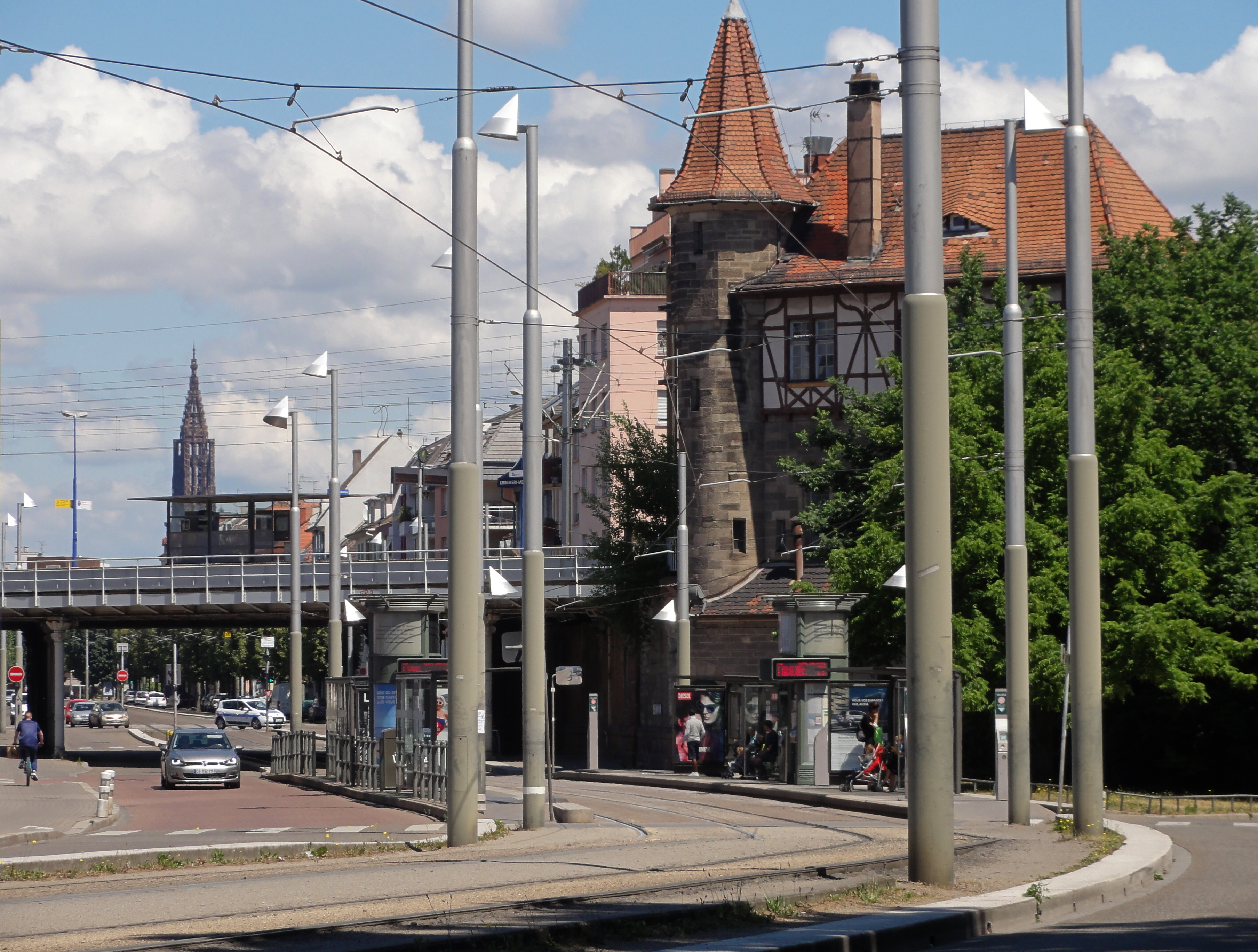
トラムA線及びE線の電停

グランテスト地域圏急行輸送（TER Grand Est）
- ストラスブール - ケール - オッフェンブルク（TER Grand Estまたはオルテナウ近郊鉄道（OSB: Ortenau-S-Bahn）にて運航）

## 交通機関
クリンメリ＝メイノー競技場電停から、ストラスブール交通会社トラムA線及びE線と乗換可能である。

## 隣の駅
TER Grand ESTまたはオルテナウ近郊鉄道（ストラスブール駅 - オッフェンブルク駅）
ストラスブール駅 - クリンメリ＝メノー駅 - ケール駅